# 母豬棋 (洱源)
母豬棋，是流傳於雲南大理白族自治州洱源县等地的播棋類，與老牛棋、越南播棋、白族播棋同樣有大小子，特色是三人可以玩，以及大棋子需特別標明。

## 棋具
- 長方形棋盤，分為兩列各六個小洞，三方玩家各有左側兩排、中間兩排、右側兩排的四個洞。洞稱為田。

- 初始佈置時，每方三個洞有五顆小棋子，另外一個洞有一顆大棋子。大棋子稱為母豬，該棋子須特別標明，以區分使用者。

## 規則
- 每回合玩家輪流行棋，從己方任意洞取出所有棋子，先選定順或逆時鐘方向，再分配到其他的洞中，一洞分配一顆，直至分配完。當最後一顆棋子落下時，需從其第一順位棋洞取走所有棋子再以同方向進行分配，直到最後分投的棋子落下時其第一順位棋洞為空洞時方結束回合，並將第二順位棋洞的棋子全部取走，作為分數。然後繼續同方向檢驗，只要奇數順位為空洞，偶數順位有棋子，便持續取走，直到條件不合。這吃法稱為「空一格，吃一格」。
  - 大小棋子差別只在於算分不同，同樣可分投、取走，無任何順序。
  - 每方玩家第一著須先移動母豬。有母豬在場的洞稱為廄。
  - 當任意棋分投到敵方母豬的廄、租田時，該棋立即被敵方取走。
- 若棋盤剩下一枚棋子或僵持不下，繼續下一盤，在各己洞用得子來重新擺棋。
  - 若己方的母豬被敵方吃走，需優先用五枚得子換回。
  - 除母豬在的洞外，擺不到五枚的洞，需向多子的敵方借。若借的量超過五枚，則被借的敵方獲得己棋一個空洞，然後敵方放一枚棋在裡面，該洞稱為租田。
  - 任一方喪失全部洞，遊戲結束，多洞的一方勝。[1]